# Eugnamptus puncticeps
Espèce
Eugnamptus puncticeps est une espèce d'insectes coléoptères appartenant à la famille des Attelabidae.